# James Garside
James Arthur Garside (sinh ngày 24 tháng 1 năm 1885, ngày mất không rõ) là một cầu thủ bóng đá người Anh thi đấu ở vị trí tiền đạo cho Preston North End, Accrington Stanley (two spells), Liverpool (nơi ông có 5 lần ra sân tại Football League), Exeter City và Horwich RMI. Ông có 1 lần khoác áo Southern League XI.